# Пунш
Пунш е общото наименование на широк асортимент от алкохолни и безалкохолни коктейли, които често съдържат плодове или плодов сок. Обикновено се сервира в широки купи.
Името „пунш“ идва от думата „панча“ на хинди, което буквално означава „пет“, защото пуншът първоначално се състои от 5 съставки - арак (анг. arrack), захар, лимон, вода и чай. Добавят се и подправки като канела, карамфил или индийско орехче.
Пуншът е пренесен от Индия в Европа към края на 17 век от моряците на британската Източноиндийска компания.